# Tha Last Meal
Albums de Snoop Dogg
No Limit Top Dogg
(1999) Paid tha Cost to Be da Boss
(2002)
Singles
1. Snoop Dogg (What's My Name Pt. 2)
Sortie : 17 octobre 2000
2. Hennesey n Buddah
Sortie : 2001
3. Lay Low
Sortie : 20 mars 2001
4. Losin' Control
Sortie : 2001

Tha Last Meal est le cinquième album studio de Snoop Dogg, sorti le 19 décembre 2000.
C'est le dernier album de Snoop Dogg sur le label No Limit Records de Master P.
L'album s'est vendu à presque 397 000 exemplaires lors de la première semaine et à plus de 1 million jusqu'à présent selon SoundScan. Il s'est classé 1er au Top R&B/Hip-Hop Albums et 4e au Billboard 200 et a été certifié disque de platine par la Recording Industry Association of America (RIAA) le 26 février 2001.

## Liste des titres
| No  | Titre | Contient un (des) sample(s) de                                  | Durée |
| --- | --- | --------------------------------------------------------------- | ----- |
| 1.  | Intro (Produit par Dr. Dre)                                                                                    | I Want to Be Free des Ohio Players                              | 1:21  |
| 2.  | Hennesey n Buddah (featuring Kokane – Produit par Dr. Dre)                                                     |                                                                 | 4:11  |
| 3.  | Snoop Dogg (What's My Name Pt. 2) (Produit par Timbaland)                                                      | Double Dutch Bus de Frankie Smith Atomic Dog de George Clinton  | 4:03  |
| 4.  | True Lies (featuring Kokane – Produit par Dr. Dre et Mike Elizondo)                                            | What's the Use in the Truth de Major Harris                     | 4:00  |
| 5.  | Wrong Idea (featuring Bad Azz, Kokane et Lil' ½ Dead – Produit par Jelly Roll)                                 | Single Life de Cameo                                            | 4:14  |
| 6.  | Go Away (featuring Kokane – Produit par Keith Clizark et Meech Wells)                                          |                                                                 | 4:52  |
| 7.  | Set It Off (featuring MC Ren, The Lady of Rage, Ice Cube, Nate Dogg et Kurupt – Produit par Timbaland)         |                                                                 | 4:37  |
| 8.  | Stacey Adams (Produit par Battlecat)                                                                           |                                                                 | 4:35  |
| 9.  | Lay Low (featuring Nate Dogg, Butch Cassidy, Tha Eastsidaz et Master P – Produit par Dr. Dre et Mike Elizondo) | Coming Soon de Slave                                            | 3:43  |
| 10. | Bring It On (featuring Suga Free et Kokane – Produit par Jelly Roll)                                           | I Need a Freak de Sexual Harrassment                            | 4:17  |
| 11. | Game Court (Skit) (featuring Mac Minister – Produit par Studio Ton)                                            | The Big One d'Alan Tew                                          | 2:10  |
| 12. | Issues (Produit par Meech Wells)                                                                               |                                                                 | 2:35  |
| 13. | Brake Fluid (Biiittch Pump Yo Brakes) (Produit par Scott Storch)                                               | Girl Callin' de Chocolate Milk                                  | 5:56  |
| 14. | Ready 2 Ryde (featuring Eve – Produit par Scott Storch)                                                        |                                                                 | 4:21  |
| 15. | Losin' Control (featuring Soopafly et Butch Cassidy – Produit par Soopafly)                                    | Space de Galt MacDermot Funhouse de Kid 'N Play                 | 4:09  |
| 16. | I Can't Swim (Produit par Jelly Roll)                                                                          | Aqua Boogie (A Psychoalphadiscobetabioaquadoloop) de Parliament | 4:17  |
| 17. | Leave Me Alone (Produit par Battlecat)                                                                         | She's Strange de Cameo                                          | 4:12  |
| 18. | Back Up Off Me (featuring Master P et Magic – Produit par Carlos Stephens)                                     |                                                                 | 5:15  |
| 19. | Y'all Gone Miss Me (featuring Kokane – Produit par Scott Storch)                                               | Miss You des Rolling Stones Funky Worm des Ohio Players         | 4:15  |